# Centrale nucléaire de Barsebäck
La Centrale nucléaire de Barsebäck est une centrale de Suède qui a été arrêtée et qui se situe à Barsebäck dans la commune de Kävlinge, en Scanie. Étant à vingt kilomètres seulement de Copenhague, elle était la cible constante de pressions du gouvernement danois, fortement opposé au nucléaire, qui a tout fait pour convaincre la Suède de la fermer. Il a fini par y parvenir.
La production a démarré en 1975 et s'est arrêtée en 2005. Le démantèlement devrait être achevé en 2018, et la démolition de la centrale aux alentours de 2023.

## Description
Après la décision de cessation de la production d'électricité nucléaire pour la Suède, les deux réacteurs de Barsebäck sont aujourd'hui arrêtés. 
- Barsebäck 1 : 600 MWe, arrêté en 1999.
- Barsebäck 2 : 600 MWe, arrêté en 2005.

Avant son arrêt, la centrale était exploitée par la Barsebäck Kraft AB, filiale de Ringhals AB, et elle appartenait à parts égales à Vattenfall et Sydkraft.